# Małgorzata Prokop-Paczkowska
Małgorzata Barbara Prokop-Paczkowska (ur. 27 sierpnia 1960 w Krotoszynie) – polska dziennikarka, producentka telewizyjna i działaczka polityczna, posłanka na Sejm IX kadencji.

## Życiorys
Jest absolwentką pedagogiki na Uniwersytecie Szczecińskim. Od 1989 do 2007 pracowała jako dziennikarka w TVP. Związana z TVP Szczecin i TVP Polonia. Zajmowała się realizacją programów informacyjnych i felietonów emitowanych w Pegazie, Panoramie, Wiadomościach, Teleexpressie czy Kronice szczecińskiej. Wyróżniona Medalem Mozarta za propagowanie muzyki klasycznej przez komitet organizacyjny Festiwalu Muzyki Organowej i Kameralnej w Kamieniu Pomorskim. Od 2007 producentka i realizatorka filmów w ramach przedsiębiorstwa Agencja Producencka ART WIZJE.
Współzałożycielka Ruchu Palikota; była rzeczniczką partii w trakcie kampanii wyborczej w 2011, członkinią zarządu krajowego Ruchu Palikota i od 2013 do 2018 Twojego Ruchu oraz w latach 2012–2018 przewodniczącą działającego przy tych partiach Ruchu Kobiet. W 2017 podjęła współpracę z Robertem Biedroniem w ramach Instytutu Myśli Demokratycznej. W 2018 opuściła TR, współtworząc następnie partię Roberta Biedronia Wiosna.
Kandydowała bez powodzenia w 2011 i 2015 do Sejmu oraz w 2014 i 2019 do Parlamentu Europejskiego. W wyborach parlamentarnych w 2019 startowała z okręgu nr 40 (Koszalin) jako przedstawicielka Wiosny na liście Sojuszu Lewicy Demokratycznej (w ramach porozumienia Lewica). W wyniku głosowania uzyskała mandat posłanki na Sejm RP IX kadencji, głosowało na nią 15 300 osób. W Sejmie została członkinią Komisji do Spraw Petycji oraz Komisji Kultury i Środków Przekazu. W czerwcu 2021, po rozwiązaniu Wiosny, została członkinią Nowej Lewicy.
W styczniu 2021 wzbudziła krytykę swoimi kontrowersyjnymi komentarzami w mediach społecznościowych. Pod postem dotyczącym zamordowania 750 chrześcijan przed świątynią w Aksum w Etiopii napisała: „A po co kościół katolicki tam się wpakował? Dlaczego nie uszanował miejscowych wierzeń?”. Klub Lewicy w oficjalnym komunikacie potępił tę wypowiedź posłanki, a ją samą ukarał naganą. Natomiast wpis o samobójstwie księdza w poznańskim kościele w tym samym miesiącu skomentowała słowami: „jeszcze po śmierci musiał kogoś skrzywdzić”.
W wyborach w 2023 nie uzyskała poselskiej reelekcji.

## Wyniki wyborcze
| Wybory | Komitet wyborczy | Komitet wyborczy             | Organ                              | Okręg | Wynik          |
| ------ | ---------------- | ---------------------------- | ---------------------------------- | ----- | -------------- |
| 2011   |                  | Ruch Palikota                | Sejm VII kadencji                  | nr 41 | 6432 (1,69%)   |
| 2014   |                  | Europa Plus Twój Ruch        | Parlament Europejski VIII kadencji | nr 13 | 2810 (0,66%)   |
| 2015   |                  | Zjednoczona Lewica           | Sejm VIII kadencji                 | nr 34 | 4210 (2,10%)   |
| 2019   |                  | Wiosna                       | Parlament Europejski IX kadencji   | nr 13 | 4550 (0,52%)   |
| 2019   |                  | Sojusz Lewicy Demokratycznej | Sejm IX kadencji                   | nr 40 | 15 300 (5,63%) |
| 2023   |                  | Nowa Lewica                  | Sejm X kadencji                    | nr 40 | 8664 (2,69%)   |